# Grue (engin)
Pour les articles homonymes, voir Grue.

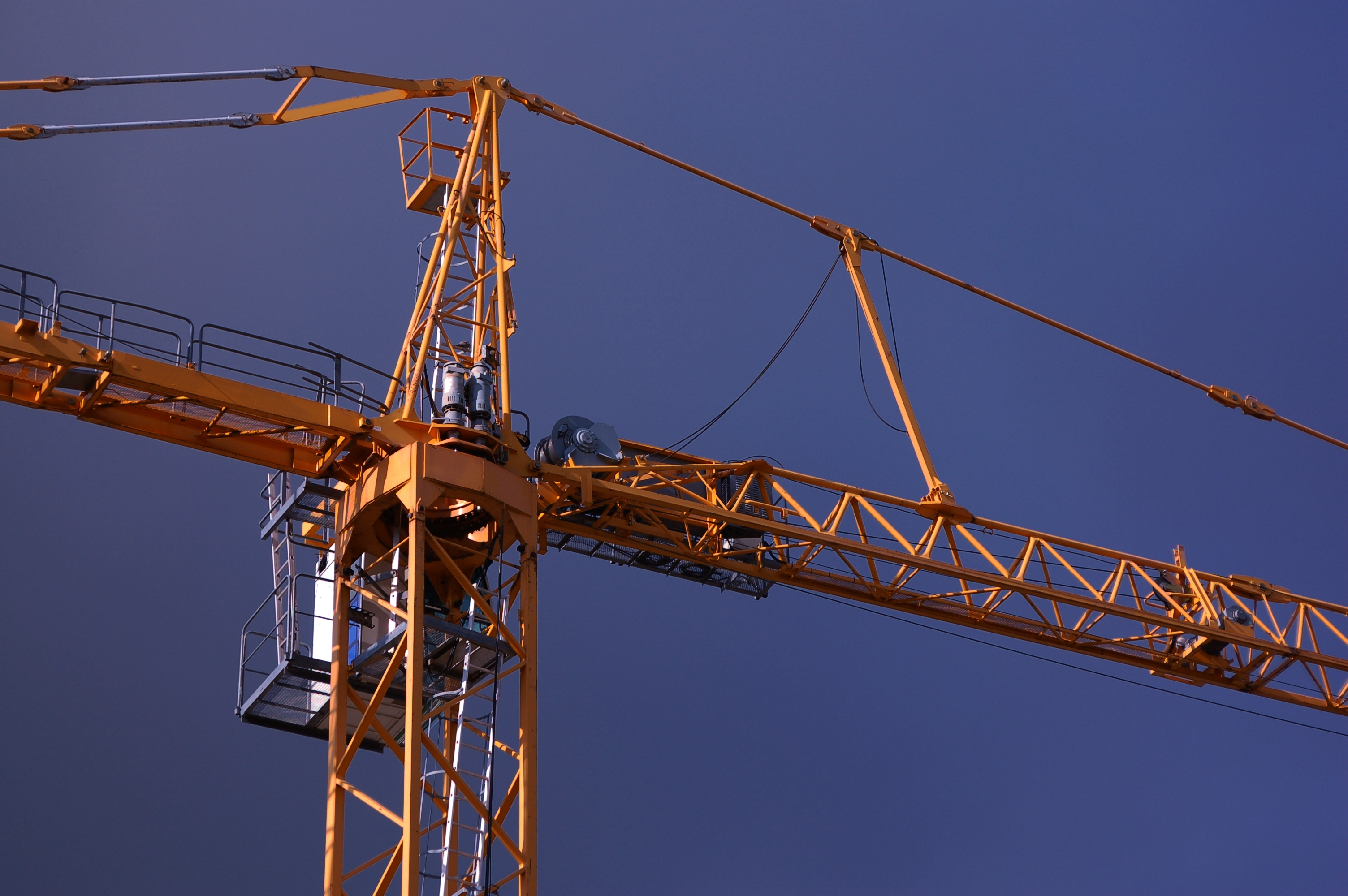
Détail d'une grue de chantier.

Une grue est un appareil de levage et de manutention réservé aux lourdes charges. Cet engin de levage est construit de manière différente selon son utilisation (à terre : grue de chantier, camion-grue ; à bord d'un navire ; d'un dock flottant, etc.)
Chaque grue a une charte qui définit clairement sa capacité de levage en rapport avec le rayon et l'angle de la flèche. 

## Histoire

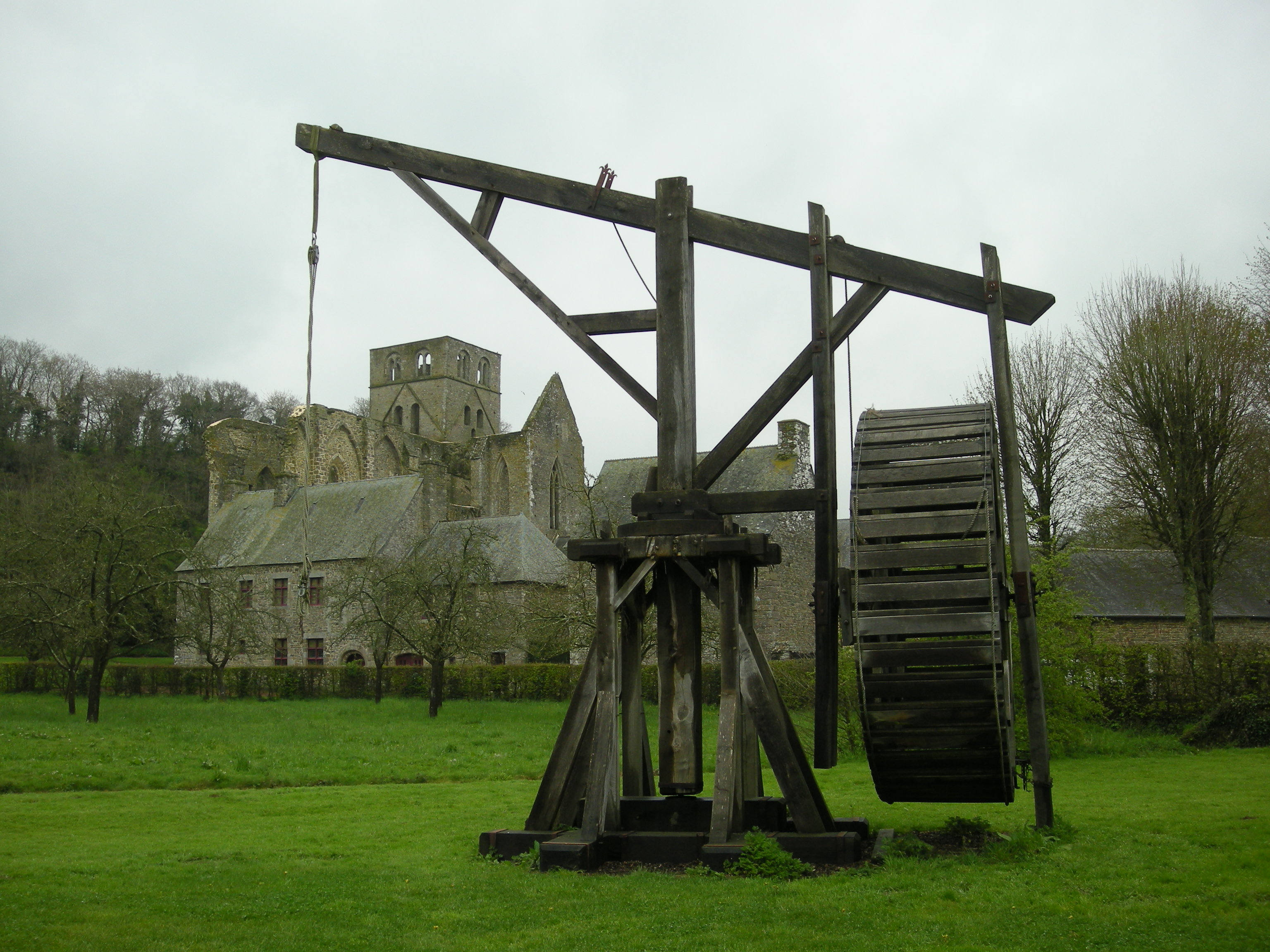
Grue médiévale reconstituée devant l'abbaye de Hambye.

## Types de grues

### Grues terrestres
Grue de chantierLa grue de chantier se caractérise essentiellement par une longue flèche en porte-à-faux, à laquelle la charge est suspendue, généralement au moyen d'un câble et d'une moufle (partie au bout des deux ou quatre câbles) ; cette flèche possède toujours au moins un (souvent plusieurs) degré(s) de liberté par rapport au sol, afin de permettre le déplacement de la charge dans un plan horizontal. Par exemple :
- rotation autour d'un axe vertical ;
- rotation (limitée) autour d'un axe horizontal ;
- déplacement sur rails (la grue étant équipée de roues), généralement de façon rectiligne (translation).

Les flèches des grues de chantier n’ont généralement qu’un seul degré de liberté, mais la charge est suspendue à un chariot mobile le long de leur flèche, dont la position doit rester toujours proche de l'horizontale.
Grue sur chenillesGrue avec une flèche faite de treillis et de longerons. Ce type de flèche est manipulé par un portique, le câble qui permet de monter et descendre la flèche est mouflé dans le portique pour multiplier sa force sur les pendants qui permettent de descendre et de monter la flèche. Ce type de structure est moins influencé par le vent, par contre, il faut plus de temps pour préparer la flèche après le transport sur un chantier. Ce type de grue fonctionne le plus souvent avec des frictions semblables au système de freinage d'un automobile (tambour), afin de gérer les différents treuils qui permettent le mouvement de la flèche et de la moufle (crochet). Ce type de grue a moins tendance à chauffer qu'une grue hydraulique.
Grue sur porteur ou camion-grueLes grues mobiles sont dotées d'une flèche télescopique qui s'allonge et se rétracte. Un cylindre hydraulique (appelé vérin) permet de monter (relevage) et descendre la flèche (apiquage). Un autre vérin, ou vérin à plusieurs chambres assure le mouvement de télescopage. la rétractation peut se faire par vérin ou câbles. Ce type d'appareil est prêt rapidement à travailler dès l'arrivée sur le chantier. Certaines grues peuvent être radio-commandées pour plus de manœuvrabilité. Les applications sont quasi infinies : des équipementiers tels que Palfinger et Hiab par exemple adaptent une nacelle et une extension articulée, appelée JIB, en bout de flèche permettant à un charpentier de travailler sur les toits du côté opposé à l'accès routier.
Grue à tourLes grues à tour sont érigées sur une tour fixée ou posée au sol (elles tournent généralement du haut).
Elles peuvent soulever jusqu'à 458 tonnes .
Grue à montage rapide (GMR)Les GMR sont livrées complètes ou semi-complètes et repliées, sur un châssis adapté pour le transport routier. Elles se plient et se déplient en quelques minutes, ou en quelques heures pour les anciens modèles. Elles peuvent être télescopiques ou à contraintes. L'orientation s'effectue à la base de l'appareil.
Grue hydraulique auxiliaire (GHA ou boom truck)Les grues hydrauliques auxiliaires sont montées sur des camions. Elles sont utilisées pour des levages plus légers, en général pour le chargement de la cargaison emportée par le camion. Elles demandent plus de concentration au grutier pour maîtriser le déplacement de la charge.
Grue ferroviaire ou « wagon-grue »Le wagon-grue est composé d'une grue montée sur un wagon. Souvent spécialisée dans le relevage, elle peut aussi effectuer de la manutention.

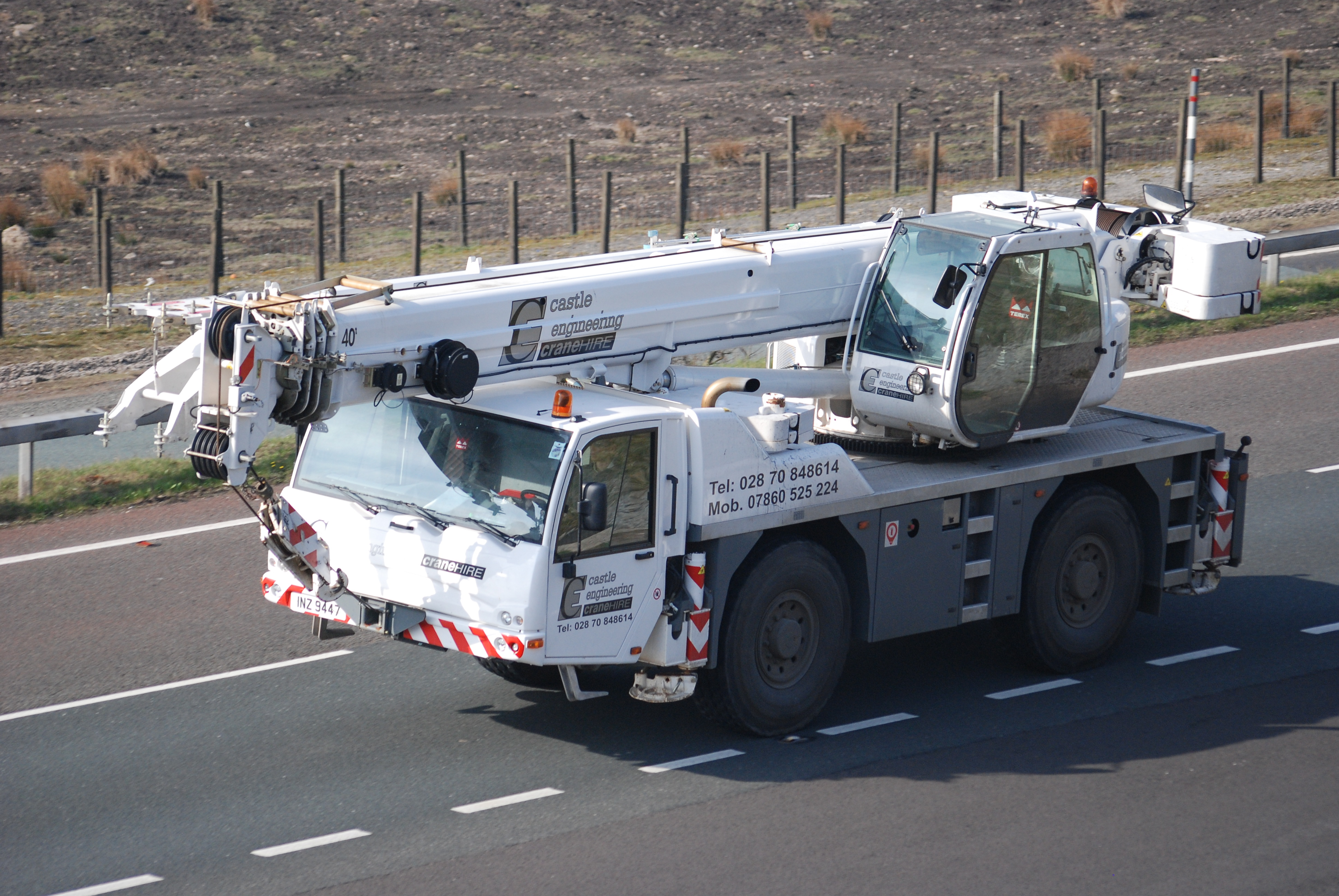
Une grue mobile.
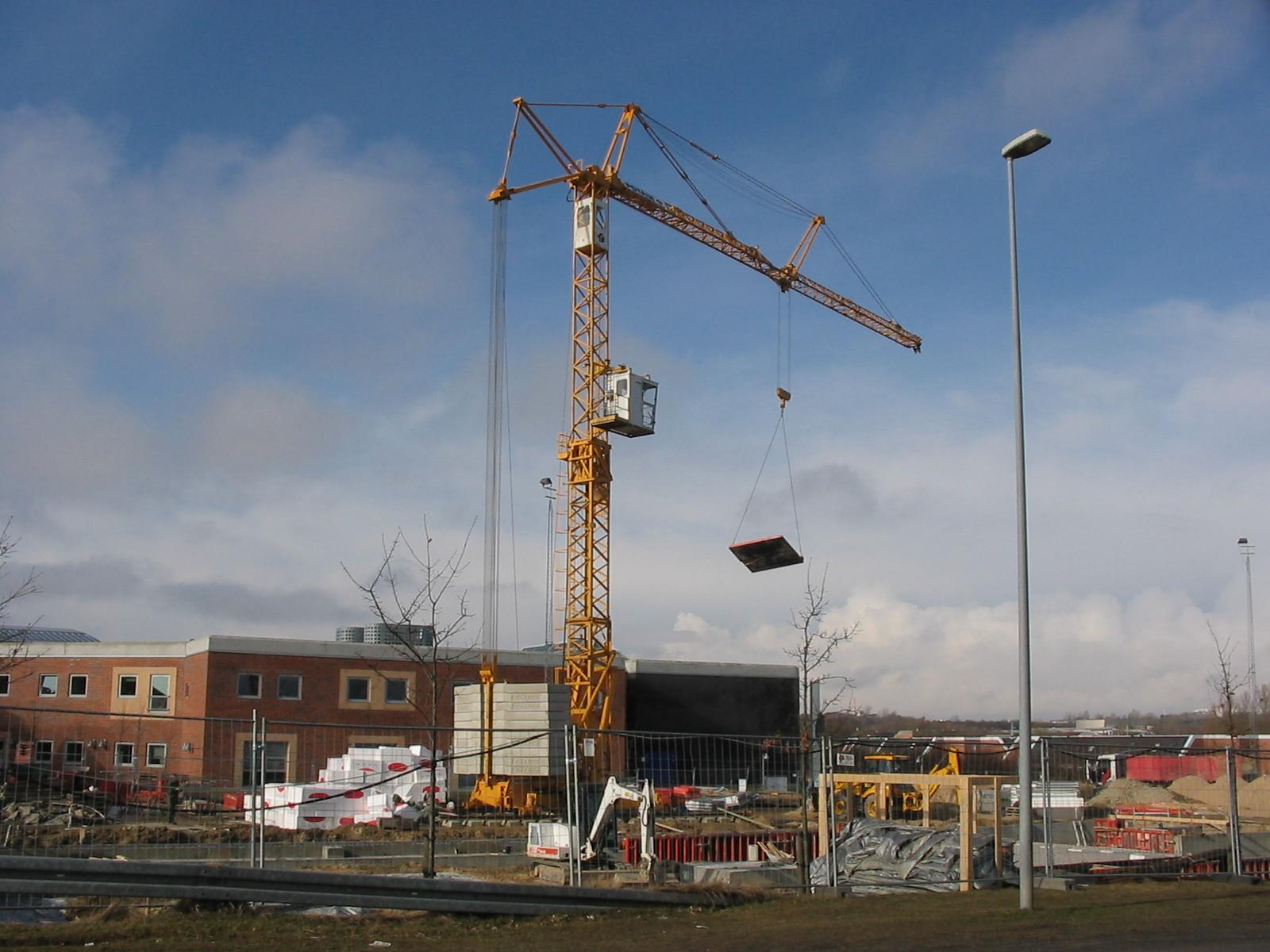
Une grue à tour à montage rapide (Potain GTMR 386) sur un chantier.
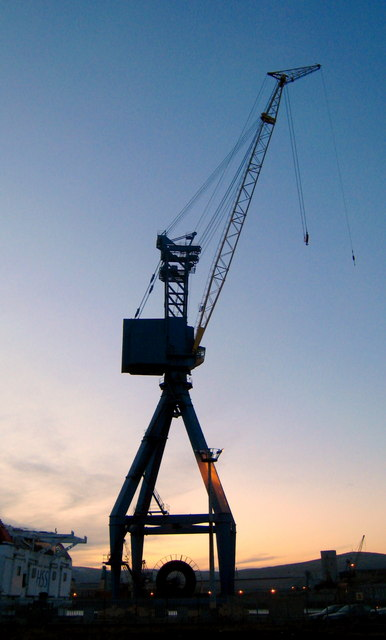
Grue sur les docks de Belfast.
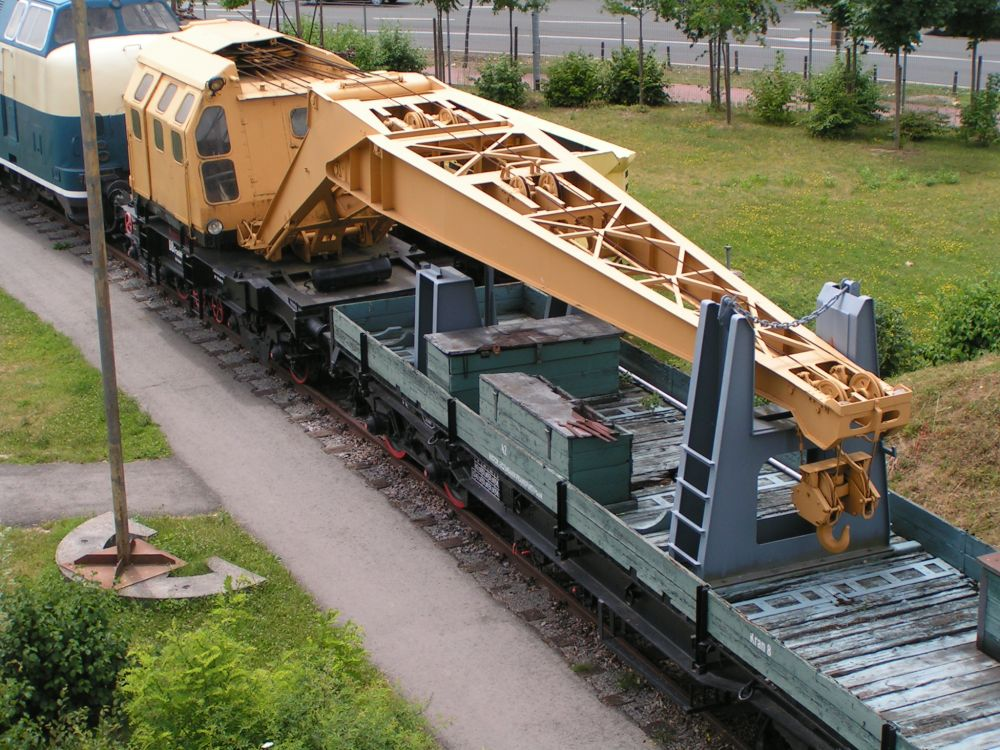
Un wagon-grue en Allemagne.
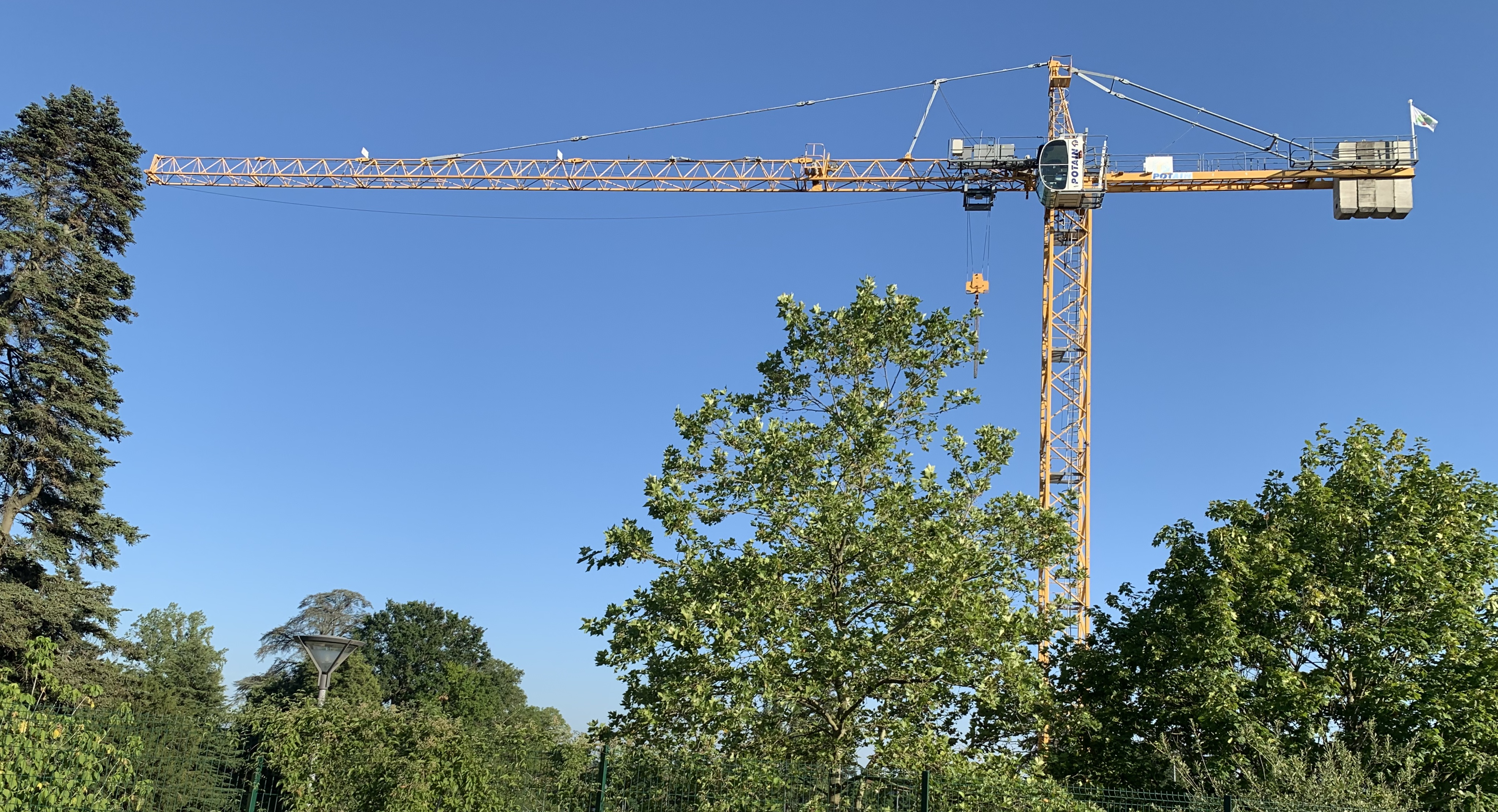
Grue à tour Potain MD 125 B à Beynost (01)

### Grues embarquées sur des navires
Les grues de navire sont généralement mues par des systèmes hydrauliques. Un vérin permet l'apiquage de la flèche (élévation), alors qu'un autre système hydraulique ou électrique permet la rotation du fût et un troisième la manœuvre du câble (cartahu) de suspension de la charge. Le système de télécommande peut être électronique, électrique ou hydraulique pour les modèles les plus anciens. Certaines grues offrent la possibilité de se coupler pour une synchronisation du mouvement par une commande unique.
La grue ne permet pas une utilisation sans risques à la mer en raison des mouvements tels que le roulis qui font balancer la charge suspendue. On lui préfère dans ce cas son équivalent, le système par mâts de charge. Des pontons-grues sont conçus pour le levage de très importantes charges, notamment pour l'industrie pétrolière offshore ; jusqu'à 14 000 tonnes pour la barge Saipem 7000.
Certains possèdent un appareil propulsif, d'autres doivent être déplacés par des remorqueurs.

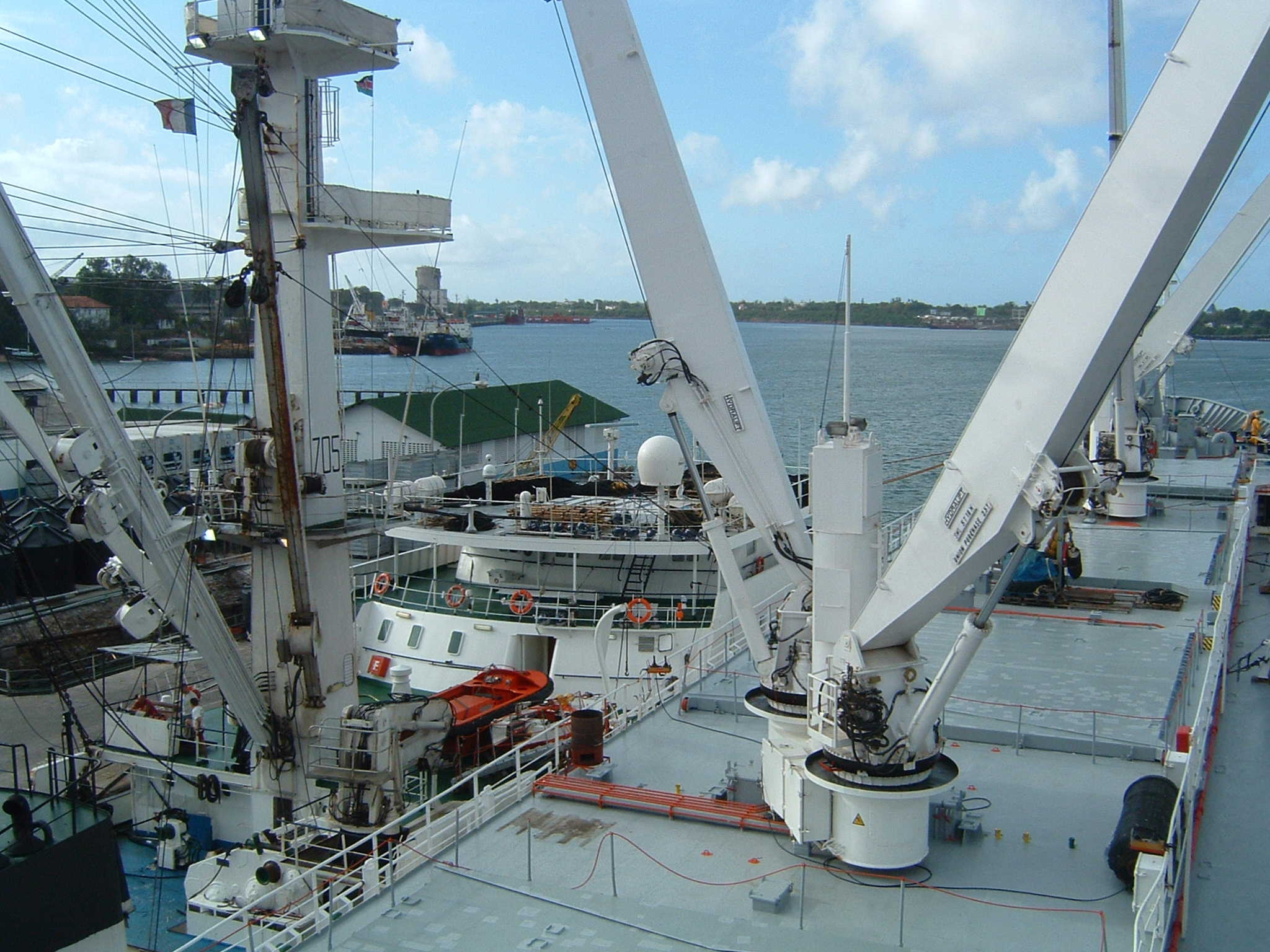
Grue à vérin hydraulique sur un navire frigorifique.
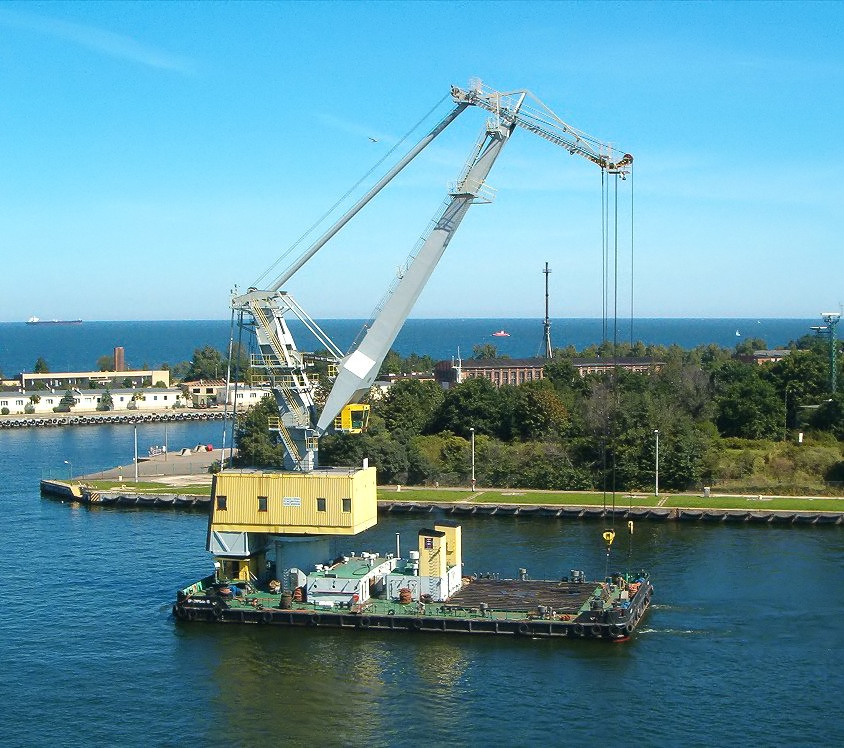
Ponton-grue autonome.
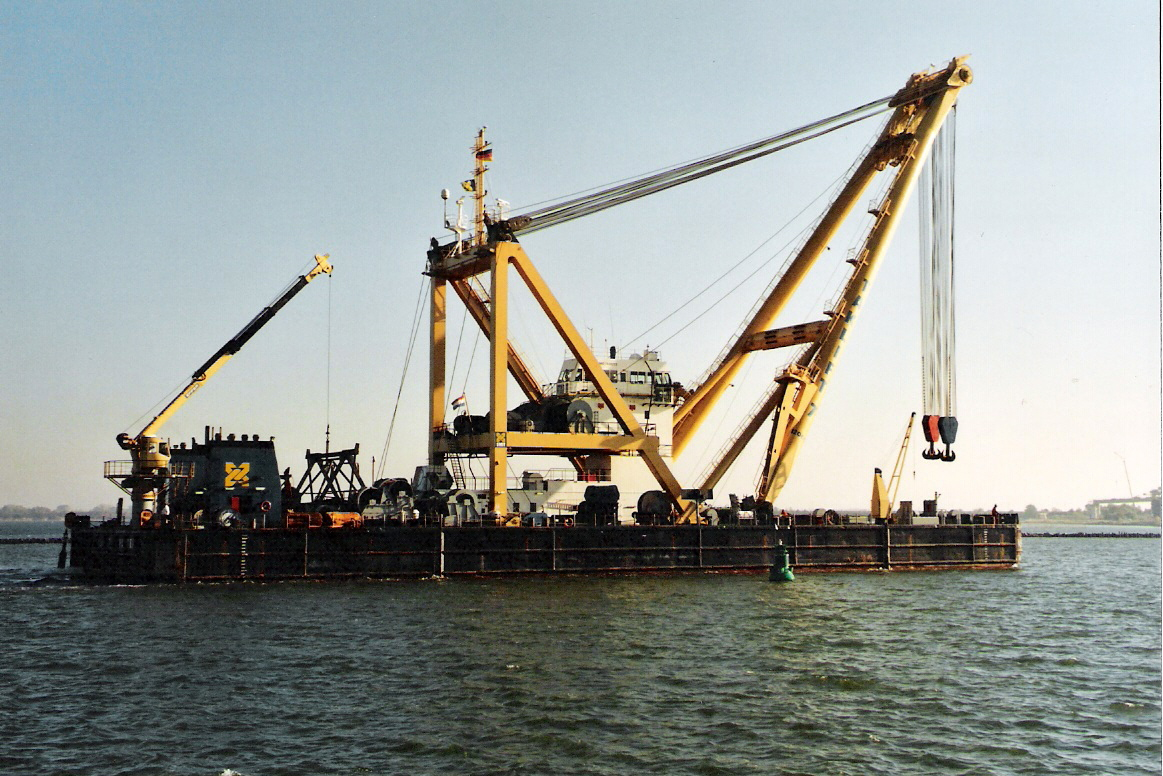
Ponton-grue autonome.
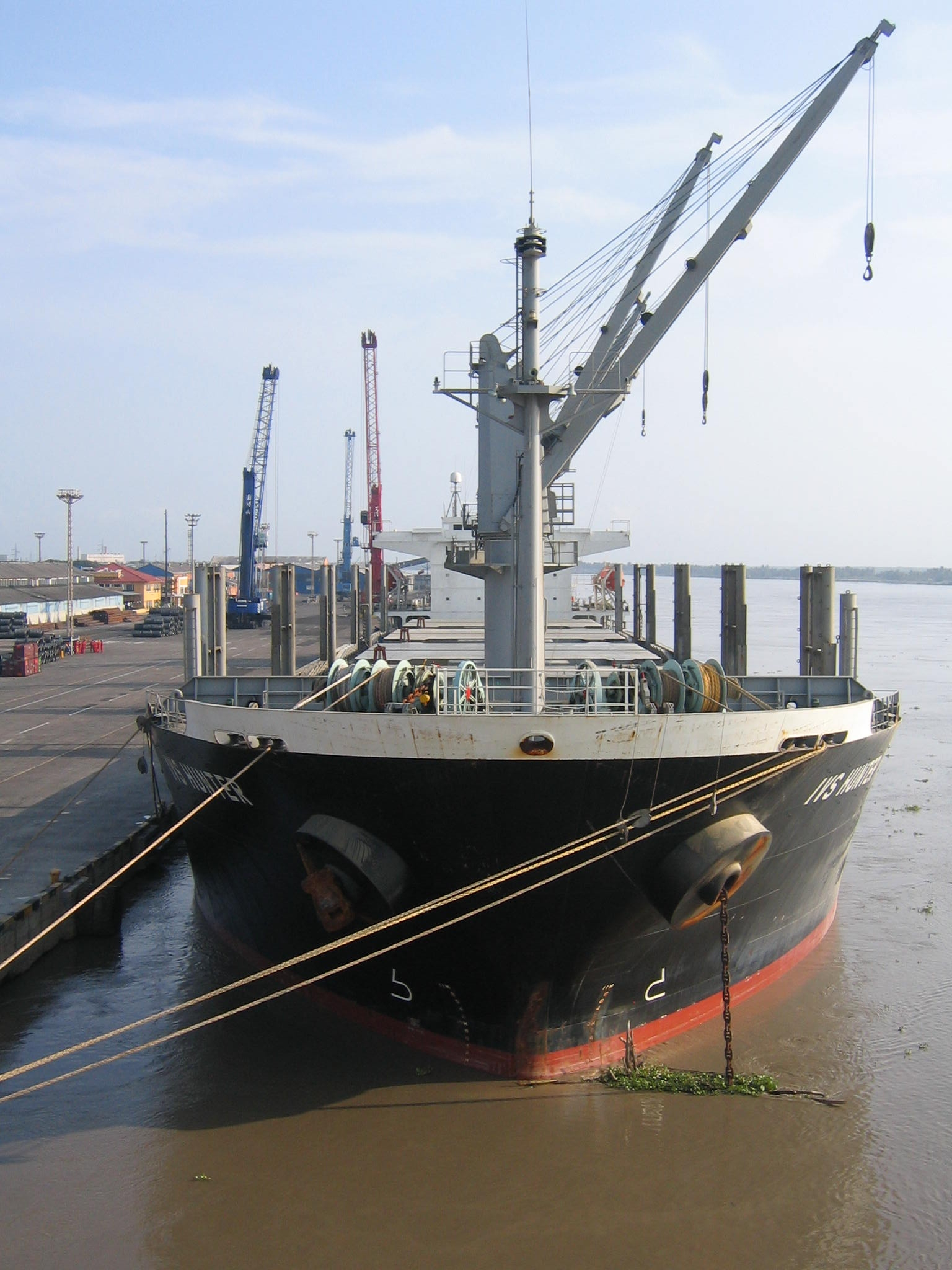
Grue à apiquage par câble sur un vraquier.
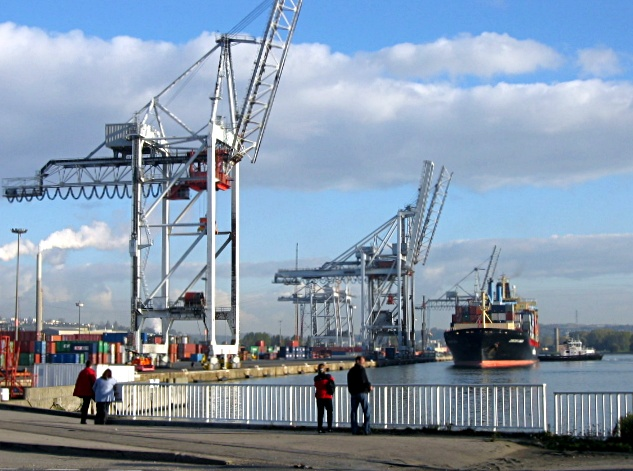
Portiques de port (Le Havre, France).

### Autres
Le terme de « grue » est également utilisé pour désigner les camionnettes de levage des véhicules mal garés, en direction de la fourrière. Comme pour les autres types de grue, son opérateur s'appelle un « grutier ».

## Le grutier
Le grutier est la personne responsable de la grue, il a comme tâche de définir des plans de levage, de veiller à la sécurité des opérations et doit être méticuleux et observateur. Une grue peut être commandée depuis une cabine, ou par l’intermédiaire d'une radiocommande portée par un homme ou une femme sur le terrain, qui peut diriger rapidement et précisément le mouvement de la charge.
Au Québec, l'ACNOR Z150 précise les normes spécifiques au métier de grutier afin d'accroître la sécurité des travailleurs. En France, c'est l'AFNOR qui en est chargé.